# 1908 في المغرب
فيما يلي قوائم الأحداث التي وقعت خلال عام 1908 في المغرب.

## سياسة

### تعيين في المنصب
- 1 يناير – عبد الحفيظ بن الحسن سلطان المغرب.

### انتهاء فترة المنصب
- 1 يناير – عبد العزيز بن الحسن سلطان المغرب.

## مواليد

### يناير
- 1 يناير – محمد الفاسي سياسي مغربي.

### أغسطس
- 10 أغسطس – بهية الفيلالية عالمة وفقيهة وحافظة مغربية.

### سبتمبر
- 8 سبتمبر – أحمد بلافريج سياسي مغربي.
- 16 سبتمبر – عبد الله كنون كاتب مغربي.

## وفيات

### أكتوبر
- 17 أكتوبر – بوعمامة (مواليد 1840)